# Телиани (село)
Телиани (груз. თელიანი) — село в Грузии, на территории Каспского муниципалитета края (мхаре) Шида-Картли.

## География
Село находится в центральной части Грузии, к югу от реки Куры, на расстоянии приблизительно 9 километров (по прямой) к западу от города Каспи, административного центра муниципалитета. Абсолютная высота — 579 метров над уровнем моря.

## Население
По результатам официальной переписи населения 2014 года, в Телиани проживал 981 человек (472 мужчины и 509 женщин). В национальной структуре населения грузины составляли 99,6 %, осетины — 0,2 %, русские — 0,2 %.
| Год  | Население, человек |
| ---- | ------------------ |
| 2002 | 1088               |
| 2014 | ↘ 981              |